# Зузанне Шмід
Зузанне Шмід (нім. Susi Schmid, 27 серпня 1960) — західнонімецька хокеїстка на траві.
Срібна призерка Олімпійських Ігор 1984 року, учасниця 1988 року.